# ریکولار
ریکولار (به لاتین: Reykhólar) یک روستا در ایسلند است که در منطقه وست‌فیردیر واقع شده‌است. ریکولار ۱۳۵ نفر جمعیت دارد.